# Теочак (община)
Община Теочак (босн. и хорв. Opština Teočak, серб. Општина Теочак) — боснийская община, расположенная в северо-восточной части Федерации Боснии и Герцеговины. Административным центром является город Теочак.

## Описание
Учреждена по итогам референдума 1992 года после отделения от общины Углевик, которая вошла в состав Республики Сербской. Располагается к северо-востоку от горы Маевица на высоте от 300 до 600 метров.

## Население
По данным переписи населения 1991 года, в общине проживал 7861 человек. По оценке на 2012 год население составляет 7365 человек.
| Год переписи | 1991           | 1981           | 1971           |
| ------------ | -------------- | -------------- | -------------- |
| Бошняки      | 7831 (98,95 %) | 7483 (92,85 %) | 7051 (97,75 %) |
| Сербы        | 15 (0,52 %)    | 14 (0,52 %)    | 33 (1,57 %)    |
| Хорваты      | 2 (0,06 %)     | 3 (0,11 %)     | 3 (0,14 %)     |
| Югославы     | 10 (0,34 %)    | 159 (5,94 %)   | 1 (0,04 %)     |
| Другие       | 3 (0,10 %)     | 15 (0,56 %)    | 10 (0,47 %)    |
| Итого        | 7861           | 7674           | 7098           |

## Населённые пункты
Турсуново-Брдо, Стари-Теочак, Билаличи, Узуновичи, Ясене, Огорелица, Ясиковац, Хусейновичи, Крстац, Сниежница.